# 1799 w literaturze
Wydarzenia literackie w 1799 roku.

## nowe książki

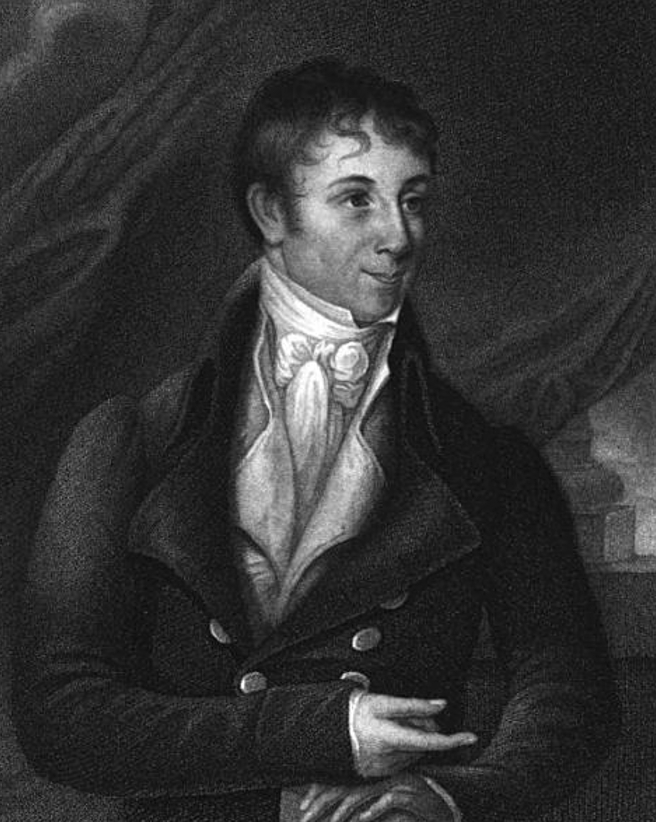
Charles Brockden Brown

- Charles Brockden Brown - Arthur Mervyn

## Urodzili się
- 13 kwietnia — Ludwig Rellstab, niemiecki poeta, prozaik, krytyk muzyczny i librecista (zm. 1860)
- 29 listopada – Amos Bronson Alcott, amerykański pisarz (zm. 1888)

## Zmarli
- 5 października – António Diniz da Cruz e Silva